# Anisotoma glabra
Anisotoma glabra är en skalbaggsart som först beskrevs av Johann Gottlieb Kugelann 1794.  Anisotoma glabra ingår i släktet Anisotoma, och familjen mycelbaggar. Arten är reproducerande i Sverige.